# SunTergrid
SunTergrid S.p.A. è stata una società italiana che opera nel settore della produzione di energia elettrica a partire da impianti fotovoltaici. Era parte del gruppo Terna S.p.A. ed è stata assorbita da Terna Plus alla fine del 2013.

## Storia
La società nasce ufficialmente come inTERNAtional S.p.A. il 10 settembre 2007 con oggetto sociale la realizzazione e manutenzione di reti di trasmissione dell’energia elettrica in Italia e all'estero.
Nel 2009, il consiglio di amministrazione di Terna decide di valorizzare i terreni di proprietà non utilizzati attraverso costruzione, gestione, sviluppo e manutenzione di impianti di piccola taglia per la generazione di energia elettrica a partire dal fotovoltaico (per una potenza complessiva di circa 100 MW in circa 70 siti, investimenti per 300 milioni di euro, ricavi per 55 milioni ed Ebitda per 45), nei terreni delle stazioni elettriche di proprietà Terna (o nelle aree adiacenti), che, come detto, sono libere da impianti e non impiegate: quindi, demanda il raggiungimento di tale obbiettivo a inTERNAtional che viene dunque ridenominata in Sungrid S.p.A. il 7 luglio 2009, per diventare infine SunTergrid il 22 ottobre 2009.
Successivamente la potenza degli impianti raggiunge quota 150 MW (10% della produzione italiana dal solare) e gli investimenti salgono a 450 milioni di euro.

## Partecipazioni
- RTR - Rete Rinnovabile S.r.l. - 100% (creata per la gestione e la realizzazione delle attività SunTergrid che diventeranno operative entro il 31 dicembre 2010: ceduta a Terra Firma il 18 ottobre 2010 con closing previsto per il 31 marzo 2011: valore tra i 620 e i 670 milioni di euro, 150 MW di potenza installata)
- RTS - Rete Solare S.r.l. - 100% (creata per la gestione e la realizzazione delle attività SunTergrid che diventeranno operative successivamente al 31 dicembre 2010)

Terna però fornirà a RTR servizi di manutenzione, sorveglianza e monitoraggio degli impianti, i quali, alla scadenza dei singoli contratti di affitto, rientreranno in possesso di Terna.